# BOW!!/タイムトラベラー
「BOW!! / タイムトラベラー」（バウ / タイムトラベラー）は、真田佑馬の期間限定の配信シングル。2019年1月18日に発売された。

## リリース
真田佑馬としては初のソロシングルとなる。2021年には真田が所属する7ORDERの楽曲として「BOW!!」「タイムトラベラー」がアルバム「ONE」にてセルフカバーで収録された。 7ORDER projectが始まる前の楽曲ではあるが、こうした経緯からprojectの楽曲扱いとなっている。安井謙太郎はprojectが始まったころの感覚を思い出せてくれる曲だと語っている。

## 収録内容
1. 「BOW!!」 – 3:58
作詞・作曲：Yuma Sanada
2. 「タイムトラベラー」 – 3:30
作詞・作曲：Yuma Sanada